# NGC 5793
NGC 5793 is een spiraalvormig sterrenstelsel in het sterrenbeeld Weegschaal. Het hemelobject werd in 1886 ontdekt door de Amerikaanse astronoom Francis Preserved Leavenworth.

## Synoniemen
- MCG -3-38-38
- IRAS 14566-1629
- PGC 53550